# 우시다 마유
우시다 마유(牛田茉友, うしだ まゆ, 1985년 6월 8일 오사카부 이케다시 ~ )는 일본의 언론인이며 NHK 소속의 여성 아나운서이다. 2019년 4월 부로 NHK 개편에 따라 NHK 오사카 방송국으로 옮겼다가 2023년 여름 조직개편으로 다시 도쿄도 NHK 방송 센터로 옮겼다.

## 생애
우시다(牛田) 아나운서는 1985년 6월 8일 일본 오사카부 이케다시에서 태어났다. 그녀는 오사카 교육대학 부속 이케다 고등학교(大阪教育大学附属高等学校池田校舎)를 졸업하고 오사카 대학 의학부 보건학과를 졸업했다. 신장은 168cm이고 혈액형은 AB형이다.

## 입사
우시다(牛田) 아나운서는 오사카 대학을 졸업하고 2009년에 NHK에 입사했다.입사동기로는 이케다 노부코, 고부하루 아키코.사토 세이타 아나운서이다.그녀는 첫 발령지인 NHK 야마구치 방송국에서 시작을 했다, 이 후 NHK 교토 방송국에 있다가 도쿄도에 NHK 방송 센터로 옮겼다. 그녀는 2015년 4월부터 2017년 7월까지 NHK 종합 텔레비전에 수도권 네트워크에 리포터를 했었다. 그리고 그녀는 오후 12시 15분과 오후 3시 5분에 NHK 수도권 뉴스를 진행했었고 2017년 4월부터 2019년 3월까지 1년 11개월 동안 NHK 교육 텔레비전의 라라라♪클래식을 진행했고 2017년 7월 9일부터 NHK 종합 텔레비전의 일요토론을 진행을 2019년 3월 31일까지 진행 한 후 2019년 4월 1일을 기해 개편으로 NHK 오사카 방송국으로 옮기게 되어 NHK 뉴스 오하요 간사이를 격주로 진행을 하다 2021년 3월 29일부터 도쿄도에 NHK 방송 센터로 간 카와사키 리카 아나운서 후임으로 뉴스 HOT 간사이를 진행하다가 다시 NHK 뉴스 오하요 간사이 진행을 2023년 7월 28일까지 진행하다가 2023년 8월 하반기 조직개편으로 다시 도쿄도에 NHK 방송 센터로 옮겼다.

## 에피소드
- 대학 시절에 의과생이었지만 축구부 매니저로 했었고 2007년 미스 오사카 대학에서 미스 오브 미스 캠퍼스 퀸 콘테스트(Miss of Miss Campus Queen Contest)에서 미스 캠퍼스에 출전을 했다.
- 대학 시절에 아나운서 세미나에도 다녔다.
- 그녀는 의학부 보건학과 출신으로 임상 검사 기사 자격을 얻었다.